# Melicope adscendens
Melicope adscendens là một loài thực vật có hoa trong họ Cửu lý hương. Loài này được (H. St. John & E.P. Hume) T.G. Hartley & B.C. Stone mô tả khoa học đầu tiên năm 1989.

## Hình ảnh

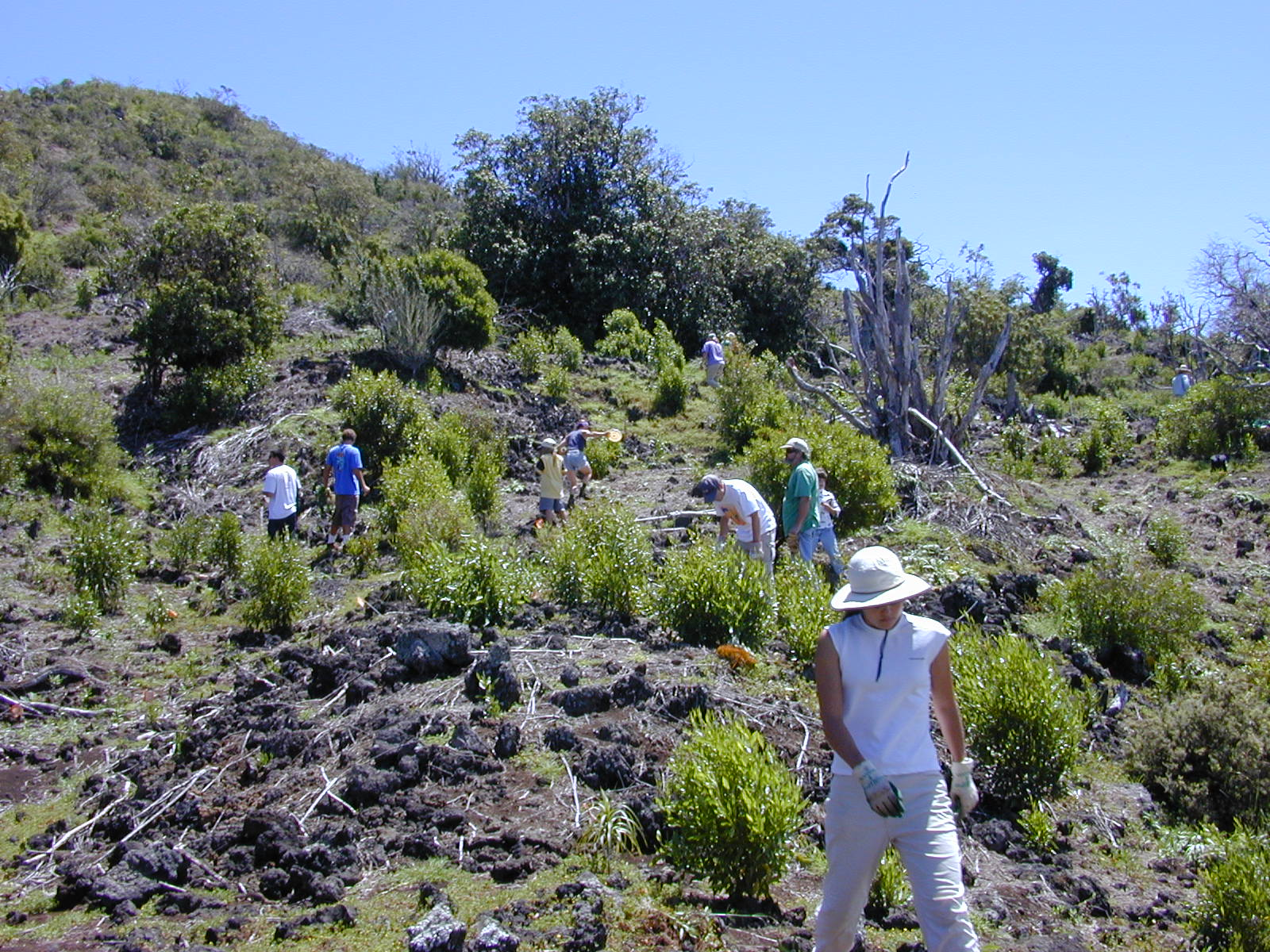
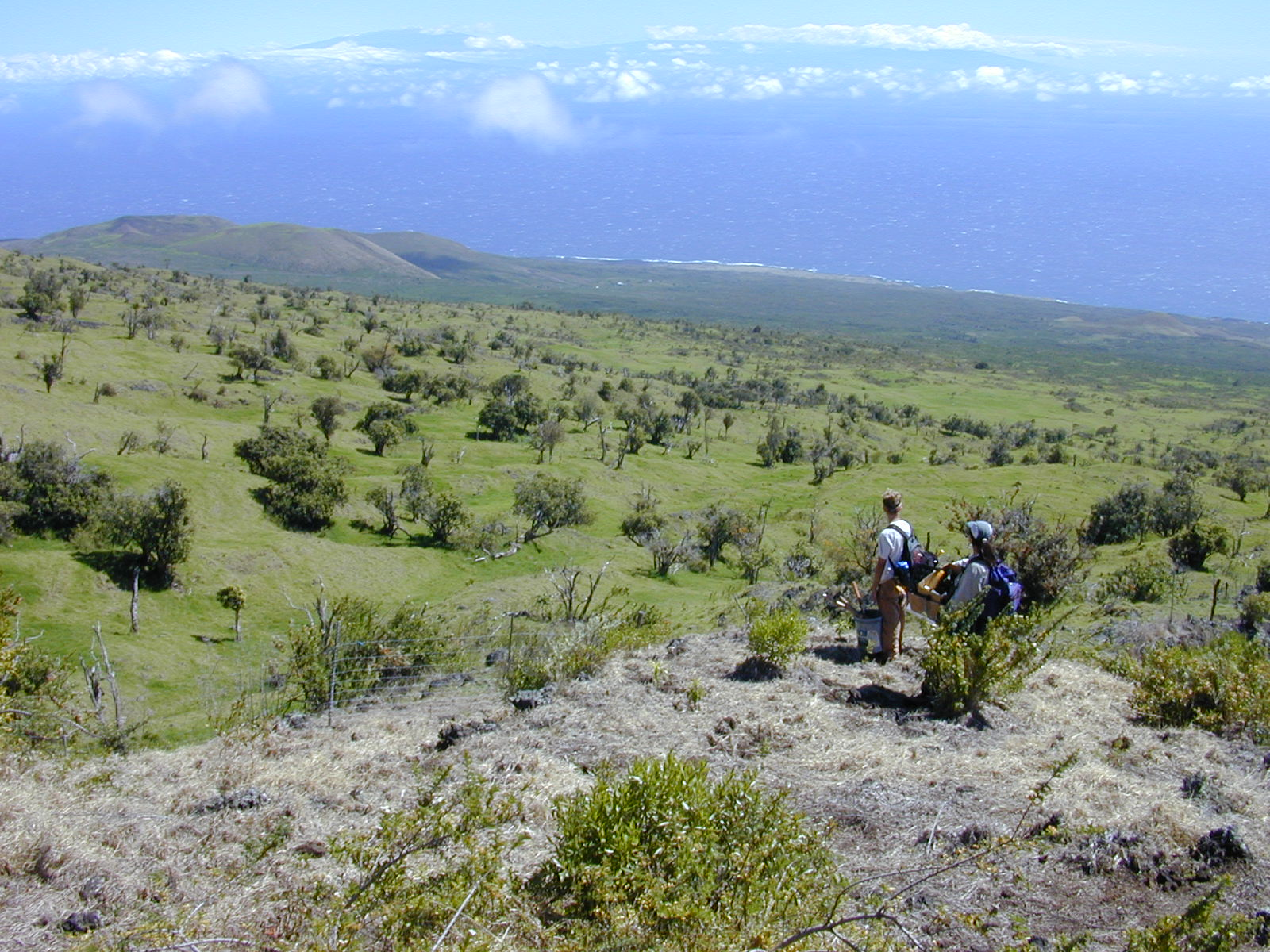
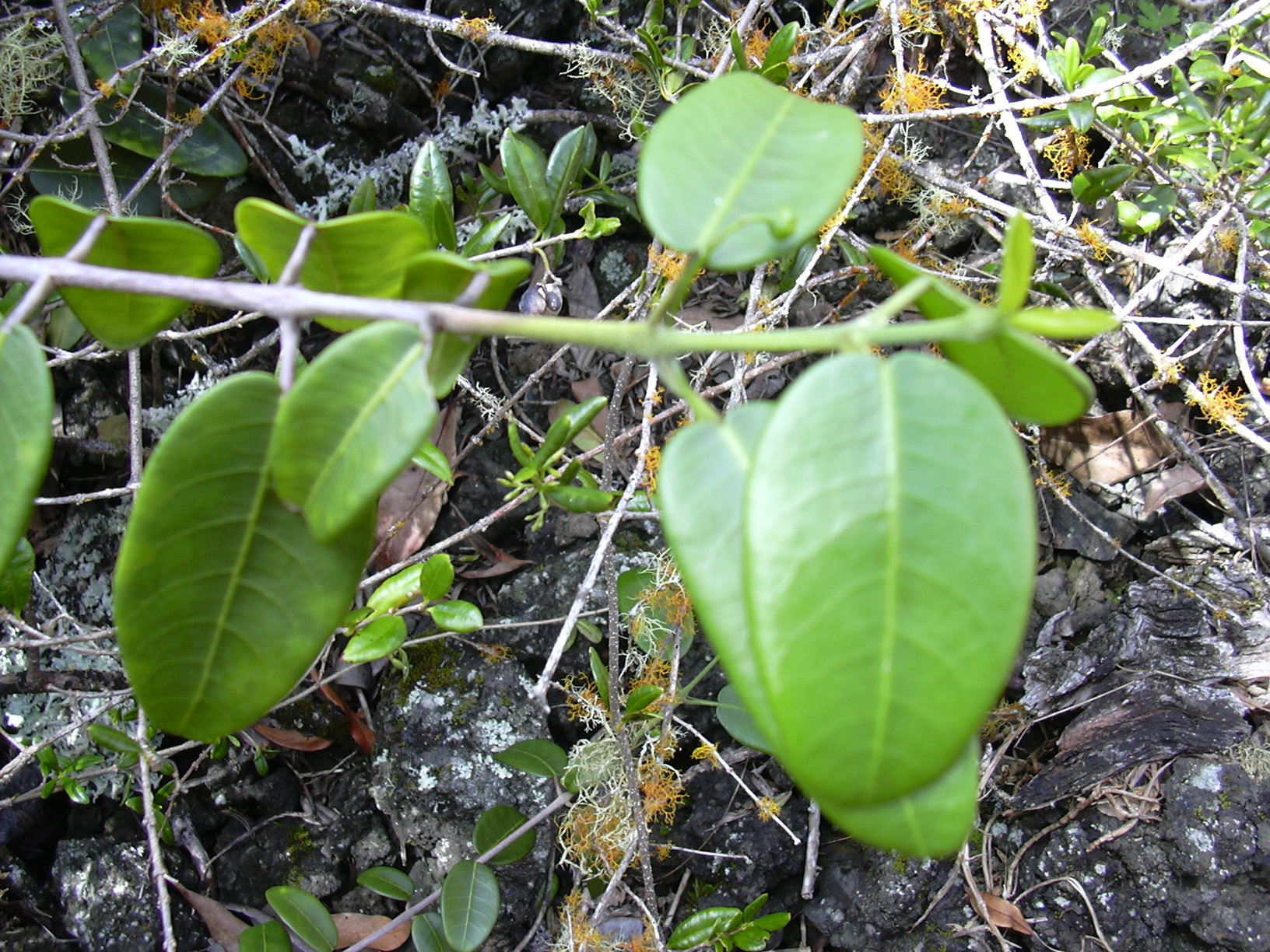
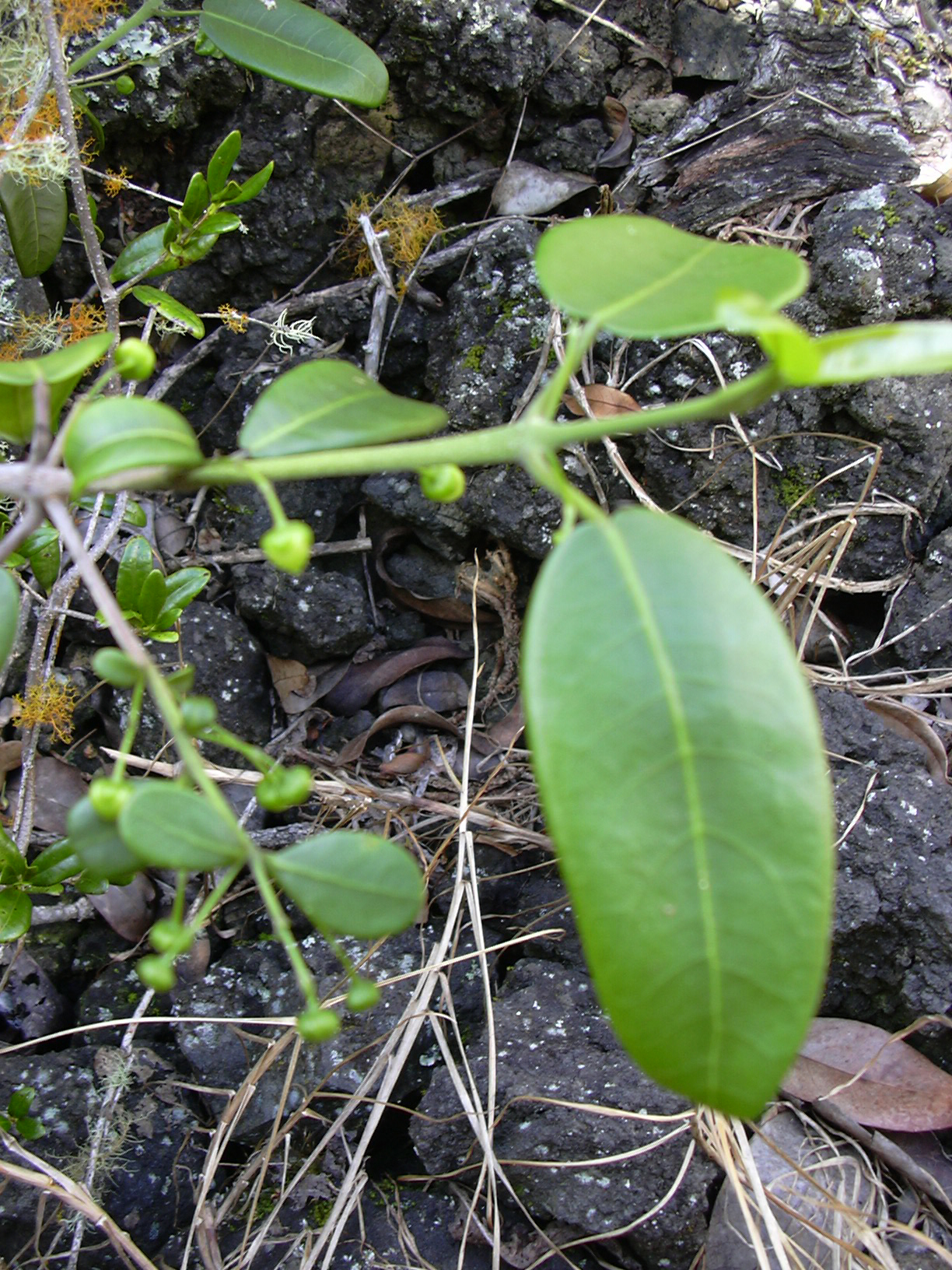